# Sverre Grøner
Sverre Grøner (Skien, 1890. szeptember 17. – Oslo, 1972. február 3.) olimpiai ezüstérmes norvég tornász.
Az 1908. évi nyári olimpiai játékokon tornában összetett csapatversenyben ezüstérmes lett.
Klubcsapata az Oslo Turnforening volt.